# Dixirazina
La dixirazina è un farmaco antipsicotico della classe delle fenotiazine, con proprietà neurolettiche, sedative ed antiemetiche simili a quelle della clorpromazina.
Uno studio del 1989 ha riportato un'efficacia della somministrazione endovenosa di dixirazina in associazione a betametasone nel controllo di nausea e vomito indotti da farmaci antineoplastici, quali doxorubicina e cisplatino. La dixirazina si è dimostrata efficace nel controllo degli stessi sintomi nel periodo post-operatorio successivo a colecistectomia laparoscopica e dopo interventi chirurgici maggiori nei bambini.
Si è dimostrata inoltre equiparabile al diazepam nell'indurre sedazione prima di interventi di cataratta e migliore del droperidolo successivamente a interventi chirurgici per il trattamento dello strabismo.